# موبي ديك
موبي ديك (بالإنجليزية: Moby Dick)‏ هي رواية من تأليف الروائي الأمريكي هيرمان ملفيل صدرت في 18 أكتوبر 1851، وتدور حول صراع تراجيدي بين حوت وإنسان تتخذ من هذا الصراع الحضاري وسيلة لتأمل الوضع البشري وعلاقته بالوجود، كما تحوّله إلى كيان رمزي معقد وحكاية الليغورية عن كيفية العيش - مطلق العيش - وعن المشروع الأمريكي الذي وجد في عمل ملفيل شكلاً من أشكال التعبير عن نفسه في منتصف القرن التاسع عشر أي حين كانت أمريكا تكتشف ذاتها كقوة كونية وامبراطورية إمبريالية أمريكية بالقوة والإمكانات. فكانت رواية موبي ديك وروايات ملفيل الأخرى بمثابة نبوءة لما ستصير اليه هذه القوة الكامنة.

## ملخص الحبكة
سافر إسماعيل في شهر ديسمبر من جزيرة مانهاتن إلى مدينة نيو بدفورد في ولاية ماساتشوستس، مخططًا للتسجيل في رحلة بحرية لصيد الحيتان. كان الخان الذي وصل إليه مكتظًا بالناس، لذا وجب عليه أن يتقاسم السرير مع الإنسان المتوحش ذي الوشوم كويكويج البولنيزي (من سكان بولنيزيا)، وهو صائد حيتان، وكان والده ملكًا لجزيرة روكوفوكو الخيالية. في الصباح التالي، حضر إسماعيل وكويكويج خطبة البابا مابل عن سفر يونان، ثم توجها نحو جزيرة نانتوكيت. سجل إسماعيل في رحلة بحرية مع مالكي سفينة بيكود لصيد الحيتان، وهما الكويكرز بيلداد وبيليج.  وصف بيليج الكابتن آهاب: «إنه رجل عظيم، غير تقي، رجل شبيه بالإله»، ومع ذلك هو شخص لديه «إنسانياته». استأجروا كويكويج في صباح اليوم التالي. تنبّأ رجل يُدعى إيليا بأن مصيرًا أليمًا سيحدث إذا انضم إسماعيل وكويكويج إلى آهاب. وبينما حُمّلت المؤن، صعدت شخصيات غامضة على متن السفينة. وفي يوم الميلاد البارد، غادرت بيكود الميناء.
ناقش إسماعيل علم دراسة الحيتان (التصنيف الحيواني والتاريخ الطبيعي للحوت)، ووصف أفراد الطاقم. ستاربك، الربّان الأكبر، والبالغ من العمر ثلاثين عامًا، كويكرزي من جزيرة نانتوكيت، ذو عقلية واقعية، كان كويكويج رمّاحه لصيد الحيتان، الربّان الثاني هو ستاب، من كيب كود، هو شخص سعيد ومنطلق ومحظوظ ومبتهج، كان رمّاحه تاشتيغو، المغرور، ذي الأصل الهندي النقي، وهو من غاي هيد، والربّان الثالث كان فلاسك، من جزيرة مارثا فينيارد، كان قصيرًا وشجاعًا ورمّاحه داغّو، إفريقي طويل، وهو الآن من سكان نانتوكيت.
عندما ظهر آهاب أخيرًا على سطح مؤخرة السفينة، أعلن أنه مغادر للانتقام من الحوت الأبيض الذي حرمه ساق واحدة من ركبته حتى أسفل قدمه وتركه يستخدم بدلة صناعية مصنوعة من عظم فك الحوت. سيُقدم آهاب للرجل الأول الذي سيرى موبي ديك (الحوت الأبيض الصخم) دوبلونًا، وهي عملة ذهبية، ثبّتها في صارية السفينة. احتج ستاربك على أنه لم يأت من أجل الانتقام بل من أجل الربح. قصد آهاب ممارسة تعويذة غامضة على إسماعيل: «بدت ضغينة آهاب لي أنها لا تخمد». وبدلًا من الاقتراب من منطقة رأس هورن، اتجه آهاب إلى المحيط الهادئ الاستوائي عبر جنوب إفريقيا. وبعد ظهر أحد الأيام، في الوقت الذي يقوم فيه إسماعيل وكويكويج بنسيج شبكة –«بدا أن شدّها كان ضروريًا، لتصبح يداه حرة، وتكون فرصة لرمح كويكويج»– رأى تاشتيغو حوت العنبر. ظهر خمسة من الرجال غير المعروفين من قبل على سطح السفينة، وتبين أنهم طاقم خاص مُختار من قبل آهاب، مفسرين بذلك الشخصيات الغامضة التي شُوهدت تصعد على السفينة. قائدهم فيدالا، بارسيّ الطائفة، وهو رماح آهاب. كانت تلك الملاحقة غير ناجحة.

قامت بيكود بأول مقابلة بحرية أو «محادثة بين الصيادين» على متن سفن أخرى من أصل تسعة في جنوب شرق رأس الرجاء الصالح، نادى آهاب ال غوني ألباتروس ليسألهم عما إذا كانوا شاهدوا الحوت الأبيض، ولكن البوق الذي كان يستخدمه الكابتن للتكلم وقع في البحر قبل أن يتمكن من الإجابة. شرح إسماعيل أنه بسبب انهماك آهاب بالموبي ديك، كان يبحر دون الاعتماد على «المحادثات» المعتادة، التي تعرف بأنها «لقاء اجتماعي لاثنتين أو أكثر من سفن صيد الحيتان»، إذ يظل القبطانين على سفينة، وكبار الربّان على السفينة الأخرى. في المحادثة الثانية بعيدًا عن رأس الرجاء الصالح، مع تاون-هو، صائد حيتان من نانتوكيت، تم البوح بقصة «حكم الإله» المخفية فقط للطاقم: انتُقد صياد نشيط بقسوة لضربه ربّانًا متعسفًا، وعندما قاد ذلك الربّان مطاردة موبي ديك، سقط من القارب وقتله الحوت.

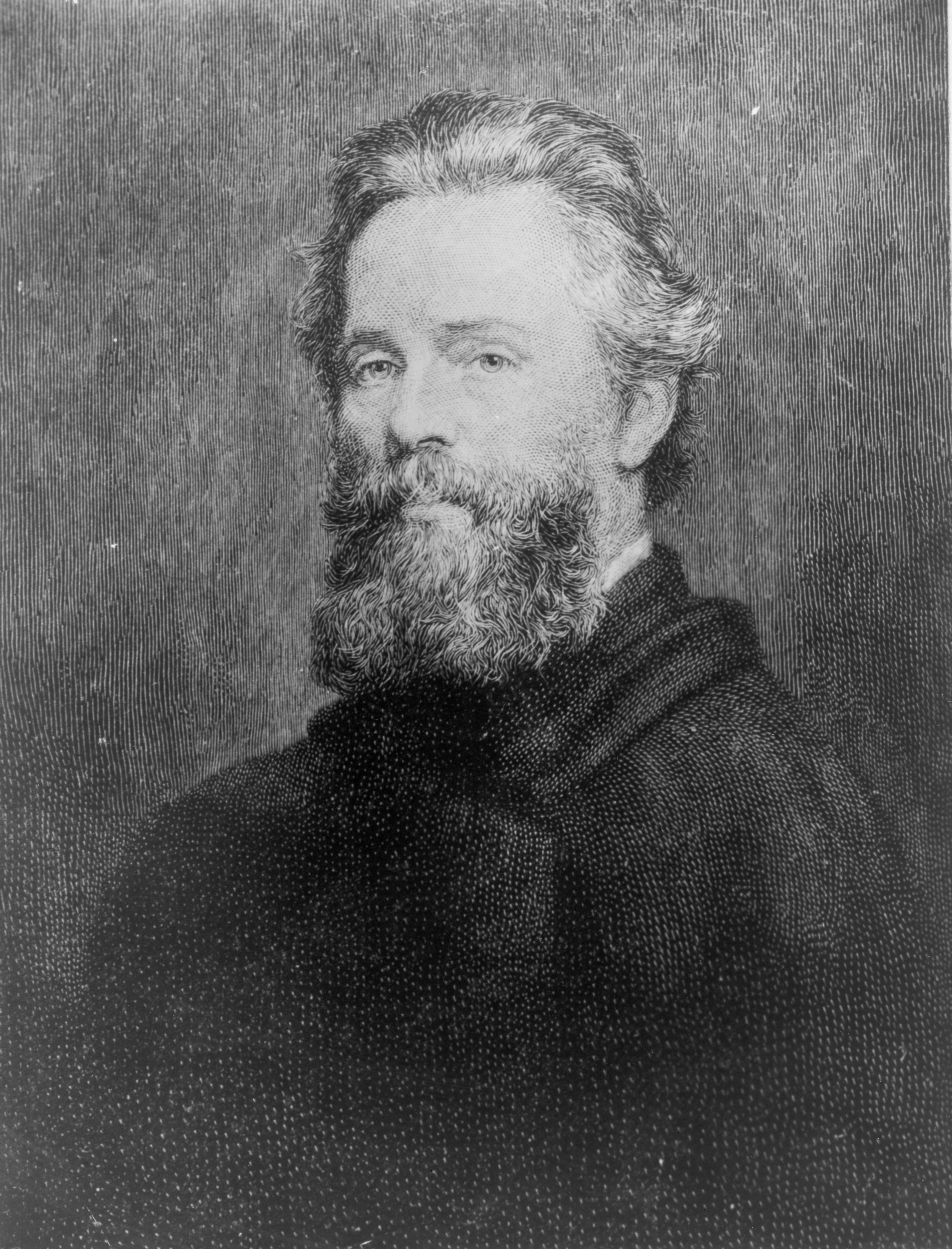
Herman Melville

## مكانتها في الأدب العالمي
تحتلّ رواية «موبي ديك» مكانةً مرموقة بين كلاسيكيات الأدب العالمي، بالإضافة إلى كونها الملحمة الكبرى المكتوبة حول الصراع والتحدّي بين حوت وإنسان. ويقول الأمريكيون عنها: «إنها ملحمتنا الأميركية الوحيدة».
غير أن الرواية لاقت من الإهمال بعد صدورها ما جعل نفس كاتبها تمتلئ باليأس والإحساس بالعجز، ليقضي بقيّة حياته موظّفاً في سلك الجمارك الأمريكية ويموت مُهمَلاً مجهولاً في العقد الأخير من القرن التاسع عشر.
وخلال زهاء ستّين عاماً من صدور «موبي ديك» للمرّة الأولى، لم يُلتفت إليها ولم يُنظر إليها بصفتها روايةً عظيمةً سوى عام 1907، أي بعد مرور 16 عاماً على رحيل مؤلّفها، عندما أُدْرِجَت ضمن سلسلة «إيفري مان لايبراري» الشهيرة التي تنشر الكلاسيكيات الكبرى.
ولم يهتم النقّاد بالرواية إلا في العشرينات من القرن الماضي؛ حين بدأ الباحثون والنقّاد وأساتذة الجامعات يكتبون عن هذا العمل الروائي المدهش الذي طوّر شكل الكتابة الروائية في منتصف القرن التاسع عشر وجعل الرواية الأمريكية تحتل مكانةً مرموقةً في تاريخ الرواية العالمية.
تُرجم العمل إلى اللغة العربية على يد الناقد والشاعر والمؤرّخ والمحقّق الفلسطيني إحسان عبّاس عام 1956. وصدرت الترجمة لأوّل مرة عن «مؤسّسة ناصر للثقافة» في بيروت.
وفي مجال السينما، قُدّمت العديد من الأفلام المقتبسة عن الرواية؛ أبرزها الفيلم السينمائي الذي أخرجه جون هيوستن (John Huston) عام 1956، بالعنوان نفسه. وهو من بطولة الممثّل الكبير غريغوري بيك (Gregory Peck) الذي جسّد شخصيّة البحّار «اهاب»، مقدّماً بذلك أحد أعظم أدواره على الإطلاق. وحصل الفيلم على العديد من الجوائز.
وفي 2015، أُعيد تقديم الرواية برؤية سينمائية جديدة تحت عنوان «في قلب البحر» (In the Heart of the Sea)، وهو من إخراج رون هاوارد، وبطولة كريس هيمسورث وبنجامين وكر وجوردي مولا وسيليان ميرفي. وكتب نصّ السيناريو كلّ من: أماندا سيلفر وريك جافا وتشارلز ليفيت.
كما تم اقتباس الرواية مع تغير الحوت إلى تنين في فيلم "The Age of the Dragons".

## صور من الرواية

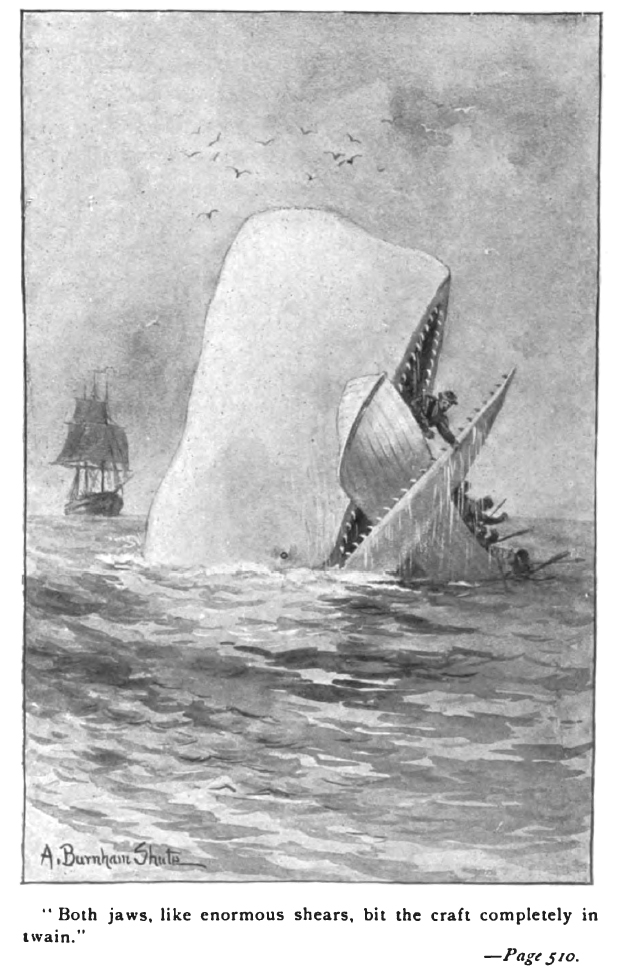
صورة موبي ديك توضيحية لأحداث الرواية في الطبعات الأولى منها1892
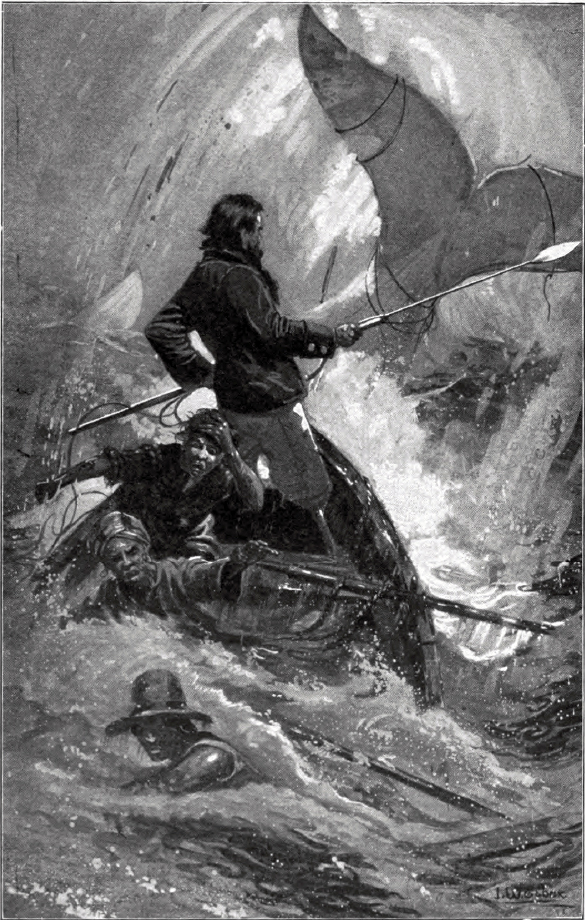
صورة موبي ديك توضيحية لأحداث الرواية في الطبعات الأولى منها1902

## روابط خارجية
- موبي ديك على موقع الموسوعة البريطانية (الإنجليزية)